# Heterosamara resinosa
Heterosamara resinosa là một loài thực vật có hoa trong họ Polygalaceae. Loài này được (S.K. Chen) Paiva & P. Silveira mô tả khoa học đầu tiên năm 2007.